# Sarkin Yamma
Sarkin Yamma este o comună rurală din departamentul Madarounfa, regiunea Maradi, Niger, cu o populație de 24.970 de locuitori (2001).